# 乌尔逊河
乌尔逊河，《辽史》称于谐里河，位于中华人民共和国内蒙古自治区东北部，属于呼伦湖水系，发源于贝尔湖东北端中蒙边界处，蜿蜒向北流，构成新巴尔虎右旗和新巴尔虎左旗的界河，右岸有新巴尔虎左旗甘珠尔苏木浑德伦、乌尔逊、呼和温都日、伊和呼热、巴音布日德等嘎查，左岸有新巴尔虎右旗贝尔苏木一号渔场、三号渔场、阿米拉图、宝格德乌拉苏木布哈陶勒盖、巴彦敖劳木，过小庙子后进入新巴尔虎左旗境内，经吉布胡郎图苏木乌尔逊高勒、浩来宝、乌兰图噶、团结、甘珠花等嘎查，于东河口渔场注入呼伦湖。河长223.28千米，河道比降0.12‰，流域面积1.04万平方千米，年均径流量7.35亿立方米。乌尔逊河水流平稳，两岸地势平坦，草原广布。两岸湿地极多，特别是河口一带。沿河两岸大小湖泊零星分布，多生红柳、芦苇。